# Pont de France
Le pont de France est le dernier pont enjambant la Sambre à Namur avant qu'elle se jette dans la Meuse. D'une portée de 50 mètres, c'est un pont du type à arc à tablier avec des garde-corps en calcaire et fer forgé de style Art déco.
Il fut construit entre 1929 et 1933 par les Ateliers de construction de Hal. Démoli en 1940 par l'armée belge pour empêcher l'avancée des troupes allemandes en Belgique il fut reconstruit en 1948-1949 par les Ateliers de construction Jambes-Namur avec les éléments originels du pont récupérés dans la Sambre.
Le nom du pont est une proposition du conseiller communal François Bovesse que le conseil communal approuva, malgré la critique du journal Vers l'Avenir, qui reprocha le manque de patriotisme du nom.
En 2019, dans le cadre du réaménagement complet du Grognon (confluence Sambre et Meuse) et pour améliorer la mobilité véhiculaire dans cette zone à trafic intense, le pont fut élargi de 10 mètres.